# Библиотека Ягеллонского университета
Библиотека Ягеллонского университета (пол. Biblioteka Jagiellońska) в Кракове — одна из важнейших научных библиотек Польши. Административно к ней относятся также факультетские библиотеки университета и библиотека Collegium Medicum. Библиотека имеет статус национальной.
В библиотеке хранятся, в частности, уникальные фонды по истории Украины, прежде всего времён казачества.

## История
История библиотеки неразрывно связана с историей Ягеллонского университета, основанного в 1364 году. С XV века и вплоть до 1940 года библиотека располагалась в средневековом здании Collegium Maius на улице Святой Анны, 8. Основание библиотеки состоялось или одновременно с университетом, или на несколько лет позднее, поскольку до нас дошли свидетельства, по которым уже в 1367 году библиотеке была подарена рукопись. В 1429 году был утверждён устав библиотеки De Libraria custodienda, по которому библиотекой заведовали два куратора (custodes librariae), назначаемые из числа университетских профессоров. С XVI века была введена должность заведующего «Отец книг» (pater librorum). На конец XVII века библиотека имела более 10 000 книг. В 1774—1777 гг. началась каталогизация фондов библиотеки, насчитывавших в то время около 32 000 наименований.

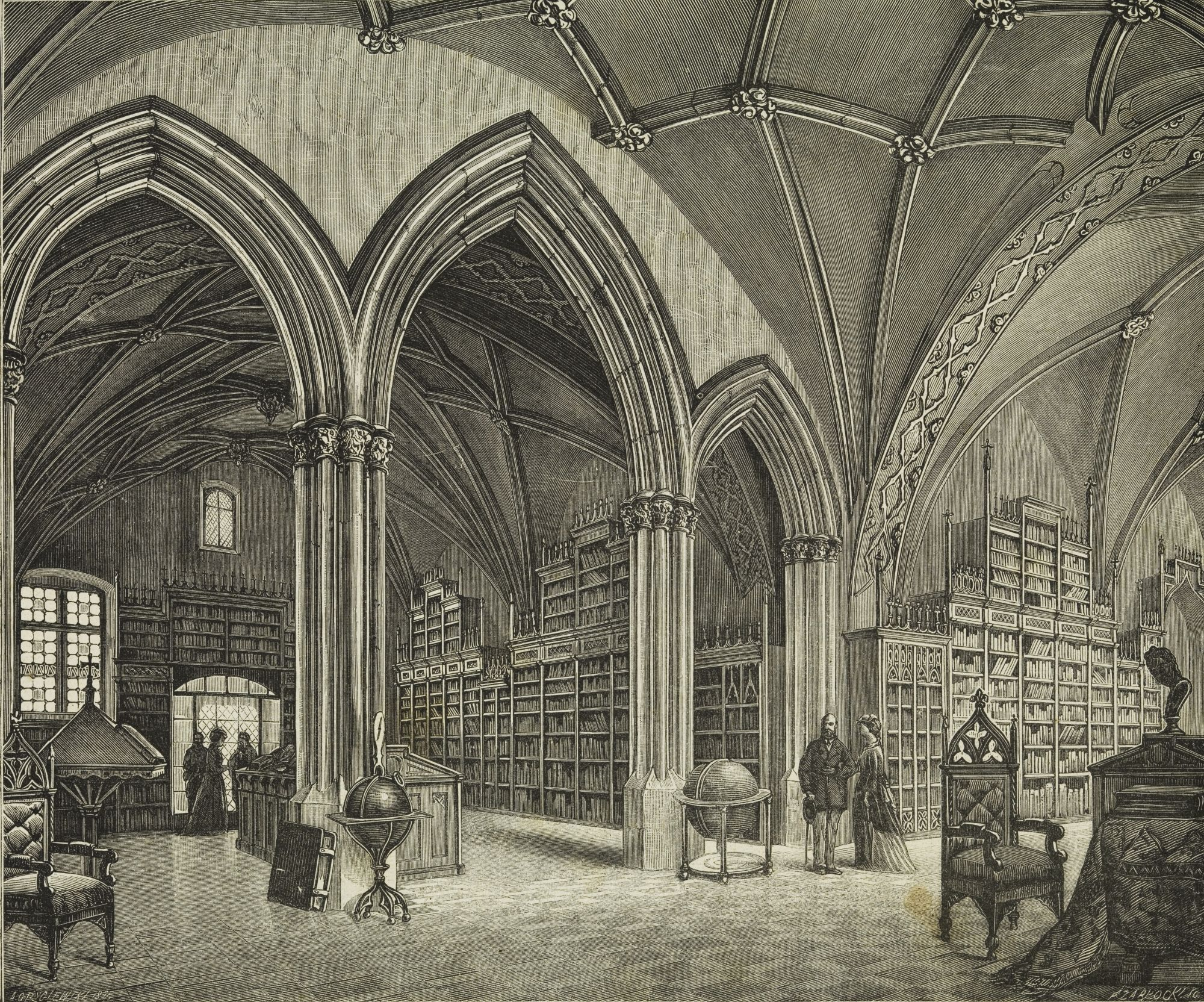
Главный зал библиотеки Ягеллонского университета. Гравюра Феликса Заблоцкого по рисунку Александра Гридлевского. 1871

С 1802 года фонды были каталогизированы по примеру Венской университетской библиотеки.
В 1900 году профессор Кароль Эстрейхер (Karol Estreicher) начал польскую национальную библиографию «Bibliografia Polska». В этом же году на территории библиотеки был сооружён памятник одному из самых известных студентов — читателей библиотеки Николаю Копернику.
В 1931—1939 годах было построено новое здание библиотеки по адресу Аллея Мицкевича, 22.
6 сентября 1939 года Ягеллонский университет был закрыт оккупационными властями нацистской Германии. 180 профессоров были интернированы и впоследствии почти все убиты. 6 ноября 1939 года библиотека также была закрыта.
В 1940 году в помещении библиотеки оккупационная власть организовала из фондов университетской библиотеки и многих конфискованных коллекций так называемую «Государственную краковскую библиотеку (нем. Staatsbibliothek Krakau)».
После войны работа библиотеки возобновилась, фонды читального зала, вывезенные в Силезию, также вернулись в Краков.
В конце 2008 года в фондах библиотеки было 6441202 единицы хранения. В библиотеке работают более 300 сотрудников.

## Собрание библиотеки
Библиотека Ягеллонского университета, имея статус национальной и обладая правом обязательного экземпляра, включает в себя все публикации, изданные в Польше. Здесь есть большая коллекция инкунабул (ок. 3500).
С 1947 года в библиотеке хранятся фонды Берлинки (пол. Berlinka) или Прусского сокровища (пол. Pruski skarb, нем. Preußenschatz), происходящих из Прусской императорской библиотеки (сейчас Берлинская государственная библиотека). Дальнейшая судьба этой коллекции остаётся предметом двусторонних переговоров между Германией и Польшей.
Ягеллонская Библиотека содержит богатую коллекцию старопечатных книг и рукописей, в том числе:
- Понтификаты XI/XII вв.
- Самая старая известная нам запись текста Богородицы
- Ян Длугош — Banderia Prutenorum
- Ангел — символ св. евангелиста Матфея
- Кодекс Бальтазара Бехема
- Paulus Paulirini de Praga — Liber viginti artium
- Николай Коперник — De revolutionibus orbium coelestium
- Рембрандт Харменс ван Рейн — Фауст
- Фридерик Шопен — Скерцо (Ми мажор)
- Станислав Монюшко — Trzeci śpiewnik domowy. Muzyka wokalna z towarzyszeniem fortepianu
- Станислав Выспяньский — Свадьба. Драма в 3 актах
- Игнаций Ян Падеревский — Старая сюита (на три голоса)

В библиотеке Ягеллонского университета сохранилось одно из немногих дошедших до наших дней средневековых книжных колёс.
На сайте библиотеки можно ознакомиться с избранными оцифрованными экземплярами ценных старопечатных книг и рукописей.